# シッキム国民会議派
シッキム国民会議派（しっきむ こくみんかいぎは、Sikkim National Congress）は、シッキム王国の政党（1960年5月28日 - 1973年5月）。シッキムでは移民ながら多数派のネパール系住民を主力とする政党で、シッキム王室（ナムゲル家）に反対し、民主主義制度の導入などを主張した。以下、本記事では略称の「SNC」をもって同党を記述する。

## 事績

### 創設
第2次大戦後のシッキム王国では、ネパール系住民を主力とし、民主主義制度導入やシッキムのインドへの編入を主張したシッキム国家会議派（SSC）と、原住民・支配階層ながら少数派のブティヤ・レプチャ系を主力とし、王制擁護やシッキム独立を主張したシッキム国民党（SNP）との政党対立の構図が成立していた。しかし、当時の国王タシ・ナムゲルは国内秩序安定のために親インド路線をとり、インドもSSCよりは国王やSNPをむしろ支持する立場をとることになる。このような状況のためにSSC内部でも国王（ひいてはインド）への態度をめぐって内部対立が起き、ついに1958年には当時の総裁で反王室派のカジ・レンドゥプ・ドルジが離党、新党スワタントラ・ダルを結成してしまう。以後、SSCは親国王派政党へと変質していくことになった。
こうして1960年5月28日、王室やインドの統治、SSCの変節ぶりに不満を抱いた政治家たちが結集して、新たにSNCを創設したのである。SSC同様にネパール系主体の政党だが、これにはスワタントラ・ダルからカジ・レンドゥプ・ドルジ、やはりSSCに失望して同党を離党したチャンドラ・ダス・ライ（Chandra Das Rai）、さらにSNPからも元総裁のソナム・ツェリン（Sonam Tshering）が参加し、ドルジがSNC総裁に就任した。SNCは元来SSCが主張していた民主責任政府の樹立や成文憲法の制定、コミュナル選挙制度の廃止と普通選挙の実施、司法の独立を主張した。またインドに対しても批判的であり、シッキムの自治とインド人ディーワーン（駐在行政官）の廃止を要求するなどしていた。
SNC創設にはシッキム王国参事院（State Council、立法府に相当）議員も参加したため、参事院においてSNCは4議席を取得し、SNP（6議席）に次ぐ第2党となった。一方、親王室に転じていたSSCは存在感を急激に失い、第3党（3議席）に転落した。1961年7月、シッキム政府が「臣民規則」（Subject Regulations）を公示し、この中では市民権取得に関してネパール系がブティヤ・レプチャ系に比べて差別されていたが、SNCが主導しSSCと連携する形でこの差別条項を翌年には削除させた。

### 党内の混乱
1963年にタシ・ナムゲルが崩御し、皇太子のパルデン・トンドゥプ・ナムゲルが第12代国王として即位する。パルデン・トンドゥプはシッキムがインドの保護国の地位に在ることに不満を抱いていたため、父王の親印路線を転換し、反印・シッキム独立路線を推進するようになる。その一方でコミュナル選挙制度廃止や民主主義制度導入を主張するSNCを敵視し、弾圧を加えた。この弾圧にもかかわらず、SNCは1967年の第3回参事院選挙（選挙議席18）において倍増の8議席を獲得し第1党となった。SNPは5議席で、SSCに至っては2議席に落ち込んだ。
第1党の地位を得たSNCだったが、まもなくパルデン・トンドゥプの策動により党内紛争が勃発する。内閣に相当する行政参事会委員の就任につき、パルデン・トンドゥプはSNCに内訌をもたらそうとして、総裁のカジ・レンドゥプ・ドルジではなく、幹事長ビム・バハドゥール・グルン（B.B.Gurung、通称「B.B.グルン」）を委員に一方的に抜擢し、委員補佐にはタクルシン・ライ（Thakurshing Rai）を起用した。このため、1967年9月にSNCは反王室派のドルジ派と親王室派のグルン派にあっけなく分裂することになった。それのみではなく、SNCの内紛に嫌気が指した離党者が相次ぎ、これら離党者はラル・バハドゥール・バスネットを党首とするシッキム人民党（SJP）を結成した。
1970年の第4回参事院選挙（選挙議席18）では、インド・シッキム条約の改正（すなわちシッキムの独立）が争点となったが、SNCは主要政党の中で唯一改正に消極姿勢を示している。結果は、改正に特に積極的な姿勢を示したSNPが7議席で第1党に躍進した。一方のSNCは、カジ・レンドゥプ・ドルジ派が勝利してB・B・グルン派が全員落選したものの内紛の影響は覆い難く、5議席で第2党に転落した。第3党のSSCは4議席に回復し、こうして親王室派のSNPとSSCが11議席を占めることになり、行政参事会委員の割当も、パルデン・トンドゥプが一方的かつ恣意的にSNP3、SSC2、SNC1に改める有様だった。しかし王室の報復を恐れ、行政参事会委員に執着を図ったドルジはこれに逆らわず、党内の反対も無視して行政参事会委員に就任している。1972年1月、SNC発行のブレティン（党公報）でパルデン・トンドゥプや政府の腐敗ぶりを糾弾したところ、ドルジがかえって非難の対象となり、さらに扇動罪を適用されたためにインドへの亡命を余儀なくされた。以後、SNCは活動も組織も弱体化していく。

### インドの支援と反王室運動
1970年頃から、パルデン・トンドゥプの反印やシッキム独立の路線はますます強化され、運動も更に激化することになった。ところがこれはネパール系住民にブティヤ・レプチャ系住民への恐怖を掻き立てるものでもあり、そして親王室派だったSSCもこの種の恐怖感を抱いた結果、ついに反王室へと回帰していく。1972年8月15日、SSCは同じネパール系のSJPと合併して、シッキム人民会議派（SJC）を結成、有望な反王室政党が出現することになった。しかしSJCは、インドこそがシッキムにコミュナリズムを持ち込んでシッキムの民主化を阻害したと批判するなど反印的な姿勢を示したため、パルデン・トンドゥプだけでなくインドも不快感を抱いた。そこでインド政府はパルデン・トンドゥプと交渉し、SJCの勢いを削ぐためと説得してカジ・レンドゥプ・ドルジの帰国・大赦を認めさせた。こうしてインドの力を借りてドルジは帰国し、SNCは体勢を立て直すことになった。
このような状況下で実施された1973年第5回参事院選挙（選挙議席18）では、コミュナル選挙制度の恩恵もあってSNPが11議席を獲得する圧勝を収めた。SNCとSJCは相討ちする形となり、それぞれ5議席、2議席しか獲得できなかった。この結果に衝撃を受けたSNCとSJCは、同年3月より「不正選挙」を主張して選挙のやり直しを求めるデモを首都ガントクで開催し、さらに両党による共同行動会議（Joint Action Council）を結成した。パルデン・トンドゥプはこれを無視、4月に首都ガントクのデモを武力鎮圧したところ、カジ・レンドゥプ・ドルジらSNC・SJC最高指導者はデモ参加者を見捨ててインディア・ハウス（インド駐在行政官の公邸）に逃げ込んだ。
ところがSNCやSJCの若手指導者たちは屈さずに地方で武装蜂起し、次々と人民政府を樹立していく。ついにパルデン・トンドゥプは事態を収拾しきれなくなり、インドに介入を依頼、最終的に5月8日にインド、パルデン・トンドゥプ、SNCなど政党の三者による新しいインド・シッキム協定が結ばれた。これによりシッキムはますます属国化することになる。協定締結直後にSNCとSJCは、参事院に代わり新たに創設されるシッキム立法議会（選挙議席30）の選挙に向けて合併し、新たにシッキム会議派（SC）を結成した。

## 注
1. ↑  シッキム立法府たる参事院の選挙議席につき、「ブティヤ・レプチャ系」と「ネパール系」の2つのコミュニティにそれぞれ平等の数の議席を割り当てる制度である。これは少数派のブティヤ・レプチャ系を有利にするものであった。1953年の参事院創設から制度は何回か改正されたが、この原則自体に変動は無かった。
2. ↑  落合（1986）、228頁。
3. ↑  落合（1986）、232-234頁。
4. ↑  落合（1986）、235頁、248-251頁。
5. ↑  落合（1986）、253頁。
6. ↑  落合（1986）、256-258頁。ちなみにこの時、SNP指導者ながらも民主主義制度導入に賛成していたネトック・ツェリン・ブティヤ提案の「民主連合構想」を、ドルジは拒否していた。
7. ↑  落合（1986）、264-265頁。
8. ↑  落合（1986）、265-267頁。
9. ↑  落合（1986）、268-269頁。
10. ↑  落合（1986）、269-272頁。
11. ↑  落合（1986）、272頁、287頁。
12. ↑  落合（1986）、301頁。